# Kasselrijhof

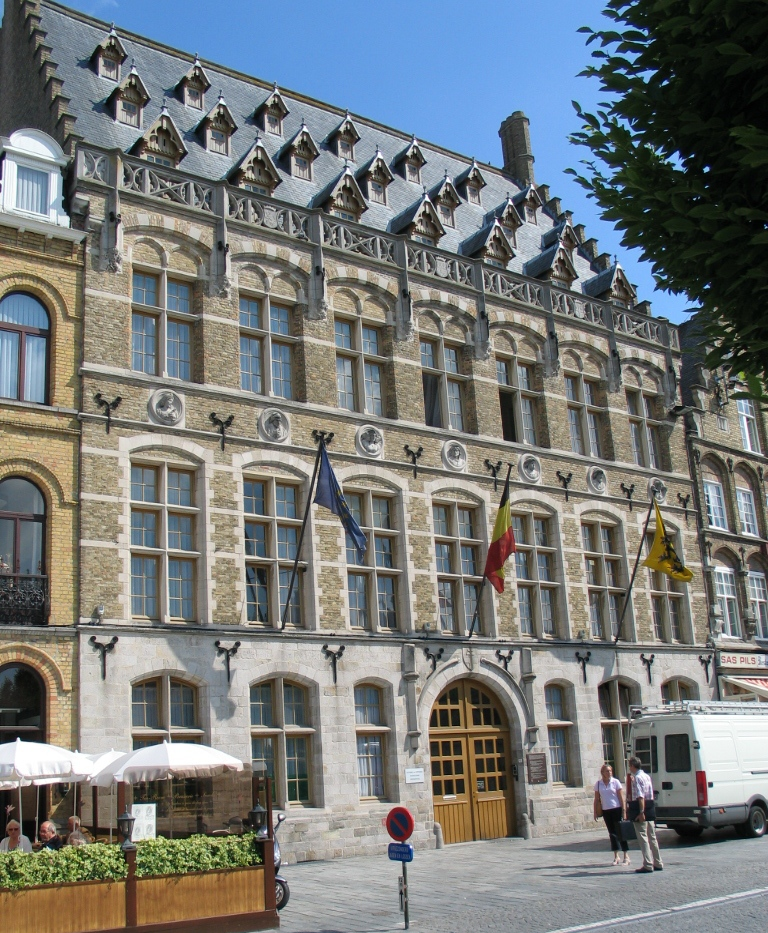
Voorzijde met de medaillons boven de eerste verdieping

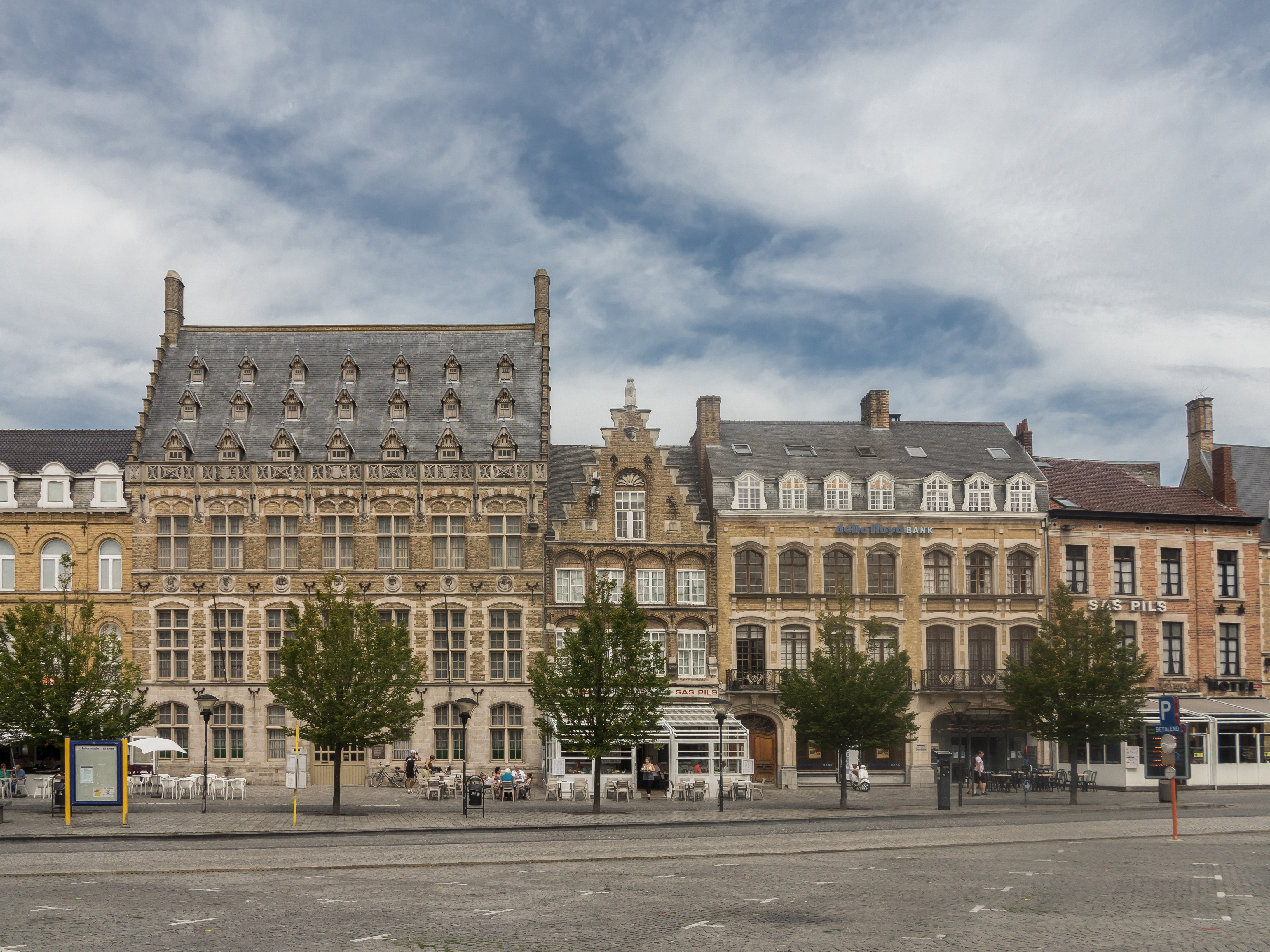
Straatbeeld

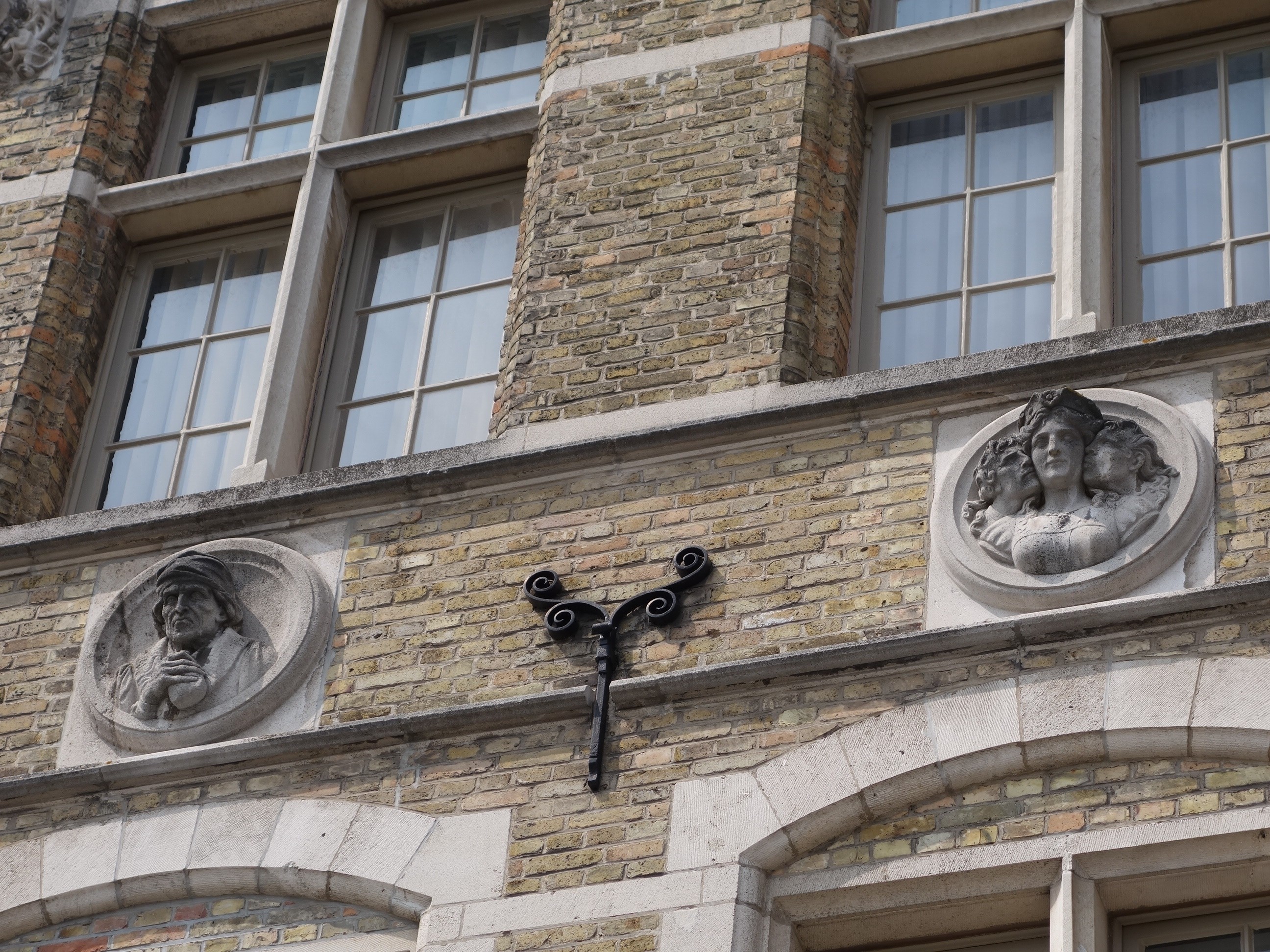
Medaillons van Aloïs De Beule: Hebzucht en Wellust

Het Kasselrijhof van Ieper is een gereconstrueerd renaissancegebouw uit 1551 op de Grote Markt. Rond 1500 was het een zetel van de Kasselrij Ieper en nog altijd vervult het gebouw een gerechtelijke functie.

## Geschiedenis
Oorspronkelijk zetelden de baljuw, schepenbank en raad van de Kasselrij Ieper in het grafelijke Zaalhof. In de 15e eeuw trad daar verval op en verhuisde men de administratie naar de Grote Markt. Ze werd ondergebracht in het bestaande steen De Wulf, dat aanvankelijk wellicht werd gehuurd. Uit een akte van 6 januari 1502 weten we dat de aankoop op dat moment voltooid was. Ondervragingen, folteringen, opsluitingen en terechtstellingen vonden nog steeds plaats in het Zaalhof.
Een herbouwing van De Wulf in renaissancestijl vond plaats vanaf 1551 (eerste steen gelegd door hoogbaljuw Jan van Lichtervelde). In de gevel waren zeven borstbeelden ingemetseld. Ze stelden de zeven planeten voor, die hun naam hadden gegeven aan de zeven stadspoorten.
In 1562, in volle aanloop naar de Beeldenstorm, bekwam de kasselrij toelating van de stadsmagistraten om een galg op te richten voor haar hof op de Grote Markt. Dit moest de bestraffing van protestanten voorbeeldiger maken. Maar de toelating gold slechts voor enkele jaren, want de poorters bewaakten jaloers hun "voorrecht" om binnen de stadsmuren te worden opgehangen.
Aan het einde van het ancien régime werden de kasselrijen opgeheven. Nieuw opgerichte rechtbanken vonden onderdak in het gebouw (1811-44). Een ander deel ervan werd uitgebaat als Hôtel de la Châtellenie. In 1844 kocht de literaire kring La Concorde het gebouw.
De Eerste Wereldoorlog liet het hof verwoest achter. Heropbouwarchitect Jules Coomans liet het op historisch verantwoorde wijze reconstrueren. Op basis van oude afbeeldingen hertekende hij de gevel (die een neoklassieke bepleistering had gekregen) en voegde hij opnieuw de drie rijen dakkapellen toe. Nog tot 1967 diende het kasselrijhof als voorlopig stadhuis. Nadien namen de rechtbank van koophandel, de jeugdrechtbank en het vredegerecht er hun intrek.

## Beschrijving
In de voorgevel zijn zeven medaillons aangebracht die de hoofdzonden voorstellen (v.l.n.r.):
- IJdelheid
- Hebzucht
- Lust
- Afgunst
- Gulzigheid
- Luiheid
- Gramschap

Ze zijn het werk van de Gentse beeldhouwer Aloïs De Beule.

## Voetnoten
1. ↑  Namens de kasselrij verschenen voor de Raad van Vlaanderen de baljuw Pierre de la Bouverie; de vazallen Colart d'Halewyn (heer van Boezinge), Joos Vander Poorten (heer van Moorslede) en André Vander Woestyne (heer van Beselare); schepen Colart Van Langemersch; en ontvanger Joris van Provyn (Zwartenboek, f297 r°).
2. ↑  Ieper: hotel "Kasselrij", Westhoek Verbeeldt (geraadpleegd op 3 mei 2016)
3. ↑  Alphonse Vanden Peereboom, "Essai de numismatique Yproise (suite)", in: Revue Belge de Numismatique, 1875, blz. 455-456
4. ↑  A.-M. Delepiere, M. Huys en M. Lion, Inventaris van het cultuurbezit in België. Architectuur. Provincie West-Vlaanderen, Arrondissement Ieper, Kanton Ieper (= Bouwen door de eeuwen heen in Vlaanderen, 11, N1), Brussel-Turnhout, 1987